# 지성렬
지성렬(池成烈)은 일제강점기에 활동한 한국의 화가이다.

## 생애
전라남도 출신으로 윤재우, 문재덕, 오지호, 조복순, 천경자 등과 함께 '남도 화단의 구심점'으로도 꼽히는 서양화가였다.
중일 전쟁에 일본군 종군화가로 참전하였고, 1939년 중국 전장을 묘사한 종군 작품으로 중국 전장 사생전을 열었다. 지성렬의 사생전이 8월 19일부터 25일까지 화신갤러리에서 먼저 열렸고, 역시 종군화가인 송정훈의 작품전은 11월에 연이어 개최되었다. 지성렬은 이 종군화가전을 통해 "황군 격전의 자취"를 사생한 작품 55점을 전시했다.
2008년 민족문제연구소가 선정한 친일인명사전 수록예정자 명단 미술 부문에 포함되었다.

## 참고자료
- 친일인명사전편찬위원회 (2004년 12월 27일). 《일제협력단체사전 - 국내 중앙편》. 서울: 민족문제연구소. 757쪽쪽. ISBN 8995330724.
- “미술계 거장 '친일 작품' 대거 전시 - 식민지 조선과 전쟁미술’ 展 '전시체제와 민중의 삶'”. 문화재방송국. 2004년 10월 1일. 2007년 9월 27일에 원본 문서에서 보존된 문서. 2008년 3월 6일에 확인함.
- 최열 (2004년 9월 20일). “친일미술 새로 보기 - 친일미술의 시대적 변천”. 컬처뉴스.